# Takua Pa (huyện)
Takua Pa (tiếng Thái: ตะกั่วป่า) là một huyện (amphoe) ở tỉnh Phang Nga miền nam Thái Lan.

## Địa lý
Huyện này nằm ở bờ biển Andaman. Phía bắc huyện là Vườn quốc gia Si Phang-nga. Phía nam là Vườn quốc gia Khao Lak-Lam Ru với khu nghỉ mát Khao Lak bãi biển bị sóng thần phá hoại trong trận động đất Ấn Độ Dương năm 2004.
Các huyện giáp ranh: Khura Buri về phía bắc, Phanom của tỉnh Surat Thani và Kapong về phía đông, và Thai Mueang về phía nam.

## Lịch sử
Ban đầu có tên là Takola (chữ Thái: ตะโกลา), thị xã là một trong những quốc gia lịch sử (mueang) từ thời Srivijaya vào thế kỷ 13. Người ta cho rằng Takuapa là một trong những bến cảng tốt nhất ở bờ tây của bán đảo, phục vụ thương mại giữa vương quốc Mã Lai Sri Vijaya và các vương quốc người Tamil Nam Ấn Độ Cholas và Pallavas trong nhiều thời kỳ lịch sử. Sau này địa danh này đã được đổi tên thành Takua Pa do khu vực gần thị xã có nhiều quặng. Takua trong tiếng Thái là chì, dù  thiếc là mỏ quan trọng nhất ở đây.
Thị xã đã được Nakhon Si Thammarat. Năm 1892, thị xã này đã được chuyển thành tỉnh thuộc quản lý của Monthon Phuket. Tỉnh này đã được sáp nhập vào tỉnh Phang Nga ngày 1 tháng 4 năm 1932. Huyện Talad Yai (Chợ Lớn, ตลาดใหญ่) sau đó được đổi tên thành Takua Pa.

## Hành chính

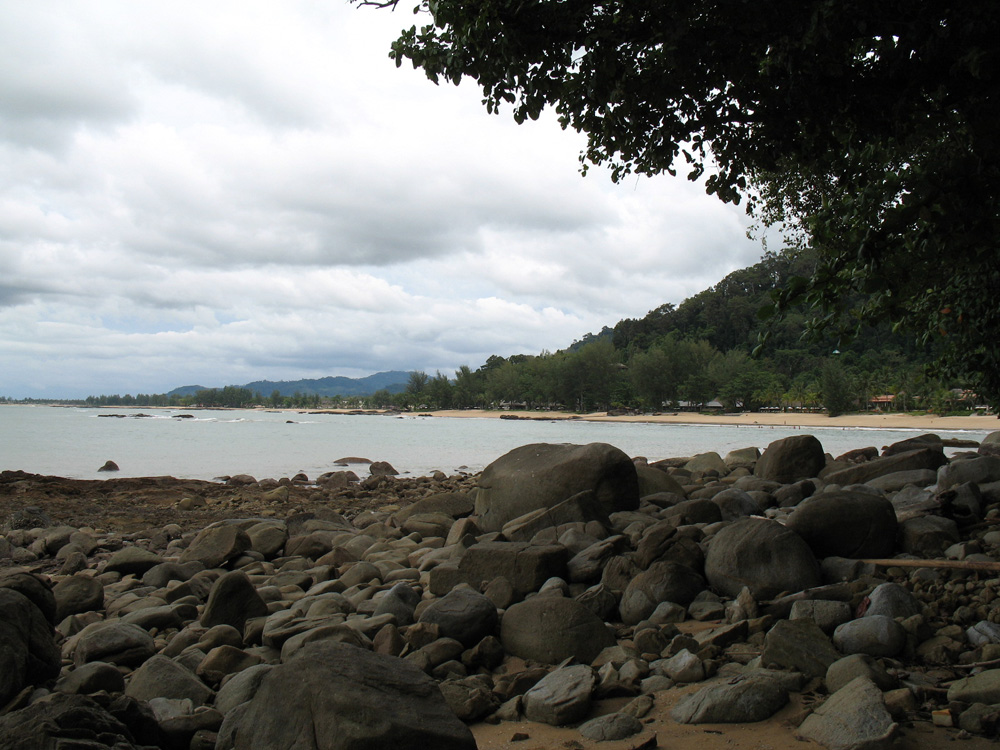
Bãi biển Bang Muang

Huyện Takua Pa được chia ra thành 8 phó huyện (tambon), các đơn vị này lại được chia ra thành 51 làng (muban). Takua Pa là thị xã (thesaban mueang) và nằm trên toàn bộ tambon Takua Pa. Có 6 tambon Tổ chức hành chính tambon.
| \| STT \| Tên \| Tên tiếng Thái \| Dân số \| \| \| \| 1. \| Takua Pa \| ตะกั่วป่า \| - \| 8575 \| \| \| 2. \| Bang Nai Si \| บางนายสี \| 9 \| 9979 \| \| \| 3. \| Bang Sai \| บางไทร \| 7 \| 2606 \| \| \| 4. \| Bang Muang \| บางม่วง \| 8 \| 9836 \| \| \| 5. \| Tam Tua \| ตำตัว \| 6 \| 1631 \| \| \| 6. \| Khok Khian \| โคกเคียน \| 9 \| 5599 \| \| \| 7. \| Khuekkhak \| คึกคัก \| 7 \| 4638 \| \| \| 8. \| Ko Kho Khao \| เกาะคอเขา \| 5 \| 848 \| \| | Map of Tambon |                |        |      |  |
| STT | Tên           | Tên tiếng Thái | Dân số |      |  |
| 1. | Takua Pa      | ตะกั่วป่า         | -      | 8575 |  |
| 2. | Bang Nai Si   | บางนายสี        | 9      | 9979 |  |
| 3. | Bang Sai      | บางไทร         | 7      | 2606 |  |
| 4. | Bang Muang    | บางม่วง         | 8      | 9836 |  |
| 5. | Tam Tua       | ตำตัว           | 6      | 1631 |  |
| 6. | Khok Khian    | โคกเคียน        | 9      | 5599 |  |
| 7. | Khuekkhak     | คึกคัก           | 7      | 4638 |  |
| 8. | Ko Kho Khao   | เกาะคอเขา      | 5      | 848  |  |